# Saint-Cyr (Viena)
Saint-Cyr és un municipi francès situat al departament de la Viena i a la regió de la Nova Aquitània. L'any 2007 tenia 993 habitants.

## Demografia

### Població
El 2007 la població de fet de Saint-Cyr era de 993 persones. Hi havia 381 famílies de les quals 93 eren unipersonals (27 homes vivint sols i 66 dones vivint soles), 113 parelles sense fills, 156 parelles amb fills i 19 famílies monoparentals amb fills.
La població ha evolucionat segons el següent gràfic:
Habitants censats

### Habitatges
El 2007 hi havia 430 habitatges, 390 eren l'habitatge principal de la família, 16 eren segones residències i 24 estaven desocupats. 413 eren cases i 17 eren apartaments. Dels 390 habitatges principals, 300 estaven ocupats pels seus propietaris, 83 estaven llogats i ocupats pels llogaters i 7 estaven cedits a títol gratuït; 2 tenien una cambra, 19 en tenien dues, 63 en tenien tres, 103 en tenien quatre i 203 en tenien cinc o més. 332 habitatges disposaven pel capbaix d'una plaça de pàrquing. A 145 habitatges hi havia un automòbil i a 224 n'hi havia dos o més.

### Piràmide de població
La piràmide de població per edats i sexe el 2009 era:
| Homes | Edats   | Dones |
| ----- | ------- | ----- |
| 0     | 95 o +  | 0     |
| 4     | 90 a 94 | 0     |
| 0     | 85 a 89 | 8     |
| 0     | 80 a 84 | 8     |
| 12    | 75 a 79 | 4     |
| 20    | 70 a 74 | 16    |
| 16    | 65 a 69 | 20    |
| 16    | 60 a 64 | 16    |
| 32    | 55 a 59 | 28    |
| 32    | 50 a 54 | 28    |
| 20    | 45 a 49 | 44    |
| 40    | 40 a 44 | 20    |
| 32    | 35 a 39 | 32    |
| 8     | 30 a 34 | 28    |
| 32    | 25 a 29 | 24    |
| 36    | 20 a 24 | 20    |
| 32    | 15 a 19 | 12    |
| 36    | 10 a 14 | 24    |
| 16    | 5 a 9   | 16    |
| 20    | 0 a 4   | 32    |

## Economia
El 2007 la població en edat de treballar era de 624 persones, 499 eren actives i 125 eren inactives. De les 499 persones actives 463 estaven ocupades (250 homes i 213 dones) i 37 estaven aturades (10 homes i 27 dones). De les 125 persones inactives 48 estaven jubilades, 39 estaven estudiant i 38 estaven classificades com a «altres inactius».

### Ingressos
El 2009 a Saint-Cyr hi havia 387 unitats fiscals que integraven 1.021 persones, la mediana anual d'ingressos fiscals per persona era de 18.119 €.

### Activitats econòmiques
Dels 29 establiments que hi havia el 2007, 1 era d'una empresa alimentària, 2 d'empreses de fabricació d'altres productes industrials, 2 d'empreses de construcció, 6 d'empreses de comerç i reparació d'automòbils, 2 d'empreses d'hostatgeria i restauració, 1 d'una empresa financera, 2 d'empreses immobiliàries, 7 d'empreses de serveis, 3 d'entitats de l'administració pública i 3 d'empreses classificades com a «altres activitats de serveis».
Dels 6 establiments de servei als particulars que hi havia el 2009, 1 era una oficina bancària, 1 paleta, 1 guixaire pintor, 1 restaurant i 2 agències immobiliàries.
Dels 3 establiments comercials que hi havia el 2009, 1 era una botiga de menys de 120 m², 1 una fleca i 1 una botiga d'electrodomèstics.
L'any 2000 a Saint-Cyr hi havia 17 explotacions agrícoles que ocupaven un total de 630 hectàrees.

## Equipaments sanitaris i escolars
El 2009 hi havia una escola elemental.

## Poblacions més properes
El següent diagrama mostra les poblacions més properes.